# Hello!
Hello! ist das fünfte Studioalbum der US-amerikanischen Schlagersängerin Maite Kelly. Es erschien am 19. März 2021 beim Plattenlabel Electrola.

## Titelliste
| Nr. | Titel                                     | Autor(en)                                                        | Produzent(en)                  | Länge |
| --- | ----------------------------------------- | ---------------------------------------------------------------- | ------------------------------ | ----- |
| 1.  | Einfach Hello                             | Thorsten Brötzmann, Johan Daansen, Maite Kelly                   | Thorsten Brötzmann, Roman Lüth | 3:08  |
| 2.  | Was wäre, wenn                            | Christian Wunderlich, Claudio Pagonis, Maite Kelly               | Thorsten Brötzmann, Roman Lüth | 3:43  |
| 3.  | Du gewinnst                               | Maite Kelly, Christian Bömkes, Felix Gauder, Johannes Sumpich    | Felix Gauder                   | 4:12  |
| 4.  | Solang die Sehnsucht in mir lebt          | Anja Krabbe, Christoph Papendieck, Serhat Sakin, Maite Kelly     | Alex Wende                     | 3:34  |
| 5.  | Von Mal zu Mal                            | Johan Daansen, Maite Kelly                                       | Thorsten Brötzmann             | 3:31  |
| 6.  | Für Gefühle kann man nichts               | Thorsten Brötzmann, Maite Kelly, Sebastian Wurth, Daniel Gogolla | Thorsten Brötzmann, Roman Lüth | 3:44  |
| 7.  | Ich hasse dich, ich liebe dich            | Maite Kelly, Felix Gauder, Sebastian Wurth, Daniel Gogolla       | Felix Gauder                   | 3:56  |
| 8.  | Einmal ist immer das erste Mal            | Maite Kelly, Christian Bömkes                                    | Alex Wende                     | 3:44  |
| 9.  | Sag ja, nicht nein                        | Maite Kelly, Felix Gauder, Oli Nova, Olaf Bossi                  | Felix Gauder                   | 3:14  |
| 10. | Ist es denn zu spät (Die Liebe waren wir) | Thorsten Brötzmann, Johan Daansen, Maite Kelly, Lukas Hainer     | Thorsten Brötzmann             | 3:37  |
| 11. | Du Schuft!                                | Anja Krabbe, Christoph Papendieck, Serhat Sakin, Maite Kelly     | Thorsten Brötzmann, Roman Lüth | 3:34  |
| 12. | Wenn wir uns wiedersehen                  | Maite Kelly, Christian Bömkes, Johannes Sumpich                  | Alex Wende                     | 3:51  |

## Rezensionen
Dominik Lippe, Musikkritiker von laut.de, schrieb zusammenfassend zu den Titeln des Albums: „[...] Gegen positive Botschaften ist gerade unter den gegebenen Umständen gar nichts einzuwenden, doch Maite Kelly stellt wie so viele Vertreterinnen ihres Metiers nur simulierte Emotionen aus. Mit "Hello!" beschränkt sie sich auf leicht konsumierbare, aber völlig geschmacklose Gefühlsarbeit.“

## Kommerzieller Erfolg

### Chartplatzierungen
Hello! avancierte zum Nummer-eins-Erfolg in Deutschland und Österreich sowie zum Top-10-Erfolg in der Schweiz (Rang 3). Für Kelly ist es das fünfte Chartalbum in Deutschland sowie je das dritte nach Sieben Leben für dich (2016) und Die Liebe siegt sowieso (2018) in Österreich und der Schweiz. Während es in der Schweiz nach Die Liebe siegt sowieso ihr zweites Top-10-Album ist, ist es in Deutschland und Österreich nach Sieben Leben für dich und Die Liebe siegt sowieso je das dritte Top-10-Album sowie zugleich erste Nummer-eins-Album Kellys.
Darüber hinaus erreichte das Album in Deutschland auch die Chartspitze der deutschsprachigen Albumcharts, die Chartspitze der wöchentlichen Schlagercharts sowie die Chartspitze der monatlichen Schlagercharts.
| ChartsChartplatzierungen | Höchstplatzierung | Wochen |
| ------------------------ | ----------------- | ------ |
| Deutschland (GfK)        | 1 (34 Wo.)        | 34     |
| Österreich (Ö3)          | 1 (26 Wo.)        | 26     |
| Schweiz (IFPI)           | 3 (12 Wo.)        | 12     |

| ChartsJahrescharts (2021) | Platzierung |
| ------------------------- | ----------- |
| Deutschland (GfK)         | 30          |
| Österreich (Ö3)           | 49          |
| Schweiz (IFPI)            | 89          |

### Auszeichnungen für Musikverkäufe
| Land/Region        | Auszeichnungen für Musikverkäufe (Land/Region, Auszeichnung, Verkäufe) | Verkäufe |
| ------------------ | ---------------------------------------------------------------------- | -------- |
| Deutschland (BVMI) | Gold                                                                   | 100.000  |
| Insgesamt          | 1× Gold ·                                                              | 100.000  |